# Ерестная (деревня, Новосибирск)
Ерестная (встречаются названия Ересная, Ересна, Ерестна, Ерества) — упразднённая деревня на территории современного Юго-Западного жилмассива в Ленинском районе Новосибирска. Возникла не раньше середины XVIII века.

## География
Располагалась на реке Туле.

## История
В июле 1760 года канцелярия Колывано-Воскресенских горных заводов обратилась с требованием к Чаусской судной конторе, чтобы та потребовала от жителей Ерестной, Кривощёкова, Малого Кривощёкова, Верткова, Усть-Инской и других деревень письменное заверение в том, что они не будут заниматься выделкой и продажей лосиных кож, а при наличии её будут продавать только приказчику лосиной фабрики Соколову «и посланным от него неотменно, а окромя их отнюдь другим никому не продавали б и в дело не употребляли под объявленным за то в указе штрафом».
В 1777 году в деревне жили Кузивановы, Русаковы, Пайвины, Быковы, Корбалины (Карболины).
По данным налогового документа 1823 года в Ерестной зафиксированно 15 фамилий, она состояла 39 дворов, 112 ревизских душ м. п., самой большой семейной группой была группа Быковых, насчитывавшая 11 семей (всего 30 ревизских душ), за Быковыми следовали Жуковы и Лепихины, у которых было по 4 семьи, затем — Пайвины (3 семьи). У Кораблиных, Гусельниковых, Кочергиных, Ощепковых, Некрасовых, Чернышёвых было по 2 семьи, а Кузивановы, Банниковы, Подкутины, Чечулины и Русаковы — по одной.
В 1823 году в Ерестной было 170 голов рогатого скота, 200 лошадей и 110 десятин пашни. Каждая семья в среднем располагала 2 десятнинами пашни и содержала до 7 голов скота (5 из них — лошади). 49 % деревни (19 хозяев) не пахали пашни. По сравнению с другими протогородскими поселениями Новосибирска Ерестная была более контрастна в социальном плане: низший класс — 61 % (бедные, потерявшие работника, бесопсевные, неимущие), середняки — 21 %, высший класс (зажиточные и богатые) — 18 %. Самыми обеспеченными в сельскохозяйственном отношении были три двора: Быковых (братья Илья и Яков) и Ивана Жукова, каждый из которых имел 10 коров, 10 лошадей и 6—7 десятин пашни при одном работнике.
В 1842 году в деревне насчитывалось уже 52 двора, население возросло до 133 ревизских душ муж. п. Хозяйственный комплекс Ерестной увеличился до 217 голов. рогатого скота, 310 лошадей и 407 десятин пашни. Одно хозяйство в среднем владело 10 головами скота (из них 6 лошадей), 3 десятинами хлеба, причём у 9 дворов не было пашни. Число середняков возросло до 35 % (18 дворов), богатых и зажиточных — до 24 %. Количество пролетаризованных семей понизилось до 40 %. Группа состоятельных жителей включала семьи Якова Пайвина, Фадея Некрасова, Ефима Жукова (вместе с сыном Прокопием), Петра и Варфоломея Банниковых, также к состоятельному классу принадлежали 5 дворов рода Быковых: Николая Прокопьева и Осипа, Ивана Семёнова, Ильи и Якова Романовых (Яков Романов владел 25 десятинами пашни и 40 головами скота).
По данным на 1858 год сыновья Быковых, Ефим и Гордей Ивановы, Алексей Осипов и Григорий Яковлев, владели на реке Туле по одной мельнице-мутовке. Прокопий Афанасьев Гусельников обладал пятой мельницей. К 1858 году в деревне было уже 66 дворов и 408 жителей (190 мужчин). До Крестьянской реформы 1861 года Ерестная была самым населённым местом из всех протогородских поселений Новосибирска.
С октября 1930 года деревня Ерестная в числе ряда других деревень вошла в городскую черту, образовав Заобский район

## Управление
В 1823 году в должности старшины был Пётр Банников, а в должности раскладчиков — Дементий Чечулин и Степан Быков.
В 1842 году в старшиной был Михайл Фомин Лепихин, рукоприкладчиками — Пётр Иванов Банников и Василий Чечулин.